# Лиса
Ли́са  — село в Україні, у Підгаєцькій міській громаді Тернопільського району Тернопільської області. Розташоване в південно-західній частині району, на річці Золота Липа. До 1990 року належало до Бережанського району.
Поштове відділення  — Носівське.  Адміністративний центр колишньої сільради. До Лисої приєднано хутори Кримка та Совиноги. Частина населеного пункту  — на горі Лиса, від якої походить назва села. 
Населення  — 256 осіб (2016).

## Історія
Перша писемна згадка  — 1395.
У 1438 році Лиса перебувала у власності Івана Завиші, старшого внука Іваниша Унгаруса (Іван Угрин), шляхтича гербу і роду Сас.
Діяли товариства «Просвіта», «Сокіл», «Сільський господар», «Пласт».
Поблизу Лисої деякий час працювала підпільна друкарня ОУН.
У 1957—1958 роках були великі повені.
12 червня 2020 року, відповідно до розпорядження Кабінету Міністрів України № 724-р «Про визначення адміністративних центрів та затвердження територій територіальних громад Тернопільської області» увійшло до складу Підгаєцької міської громади.
19 липня 2020 року, в результаті адміністративно-територіальної реформи та ліквідації Підгаєцького району, село увійшло до складу Тернопільського району.

## Пам'ятки
Є церква святого Архистратига Михаїла (1830), капличка (1996).
Споруджено пам'ятник київському князю Володимирові Великому на честь незалежності України (1991, скульптор — Б. Карий), насипано символічну могилу Борцям за волю України  — уродженцям села (1990).

## Соціальна сфера
Діють дошкільний заклад, бібліотека, народний дім.

## Видатні люди
В селі народилися:
- Діячі ОУН й УПА В. Галущак, В. Калан, І. Палащук, П. Пушка та інші.
- Надія Бойко (Галущак)  (1964 р. н.) – українська  поетеса.
- Запорожченко (Галущак) Галина Михайлівна (1958 р.н.) – українська  поетеса.

## Галерея

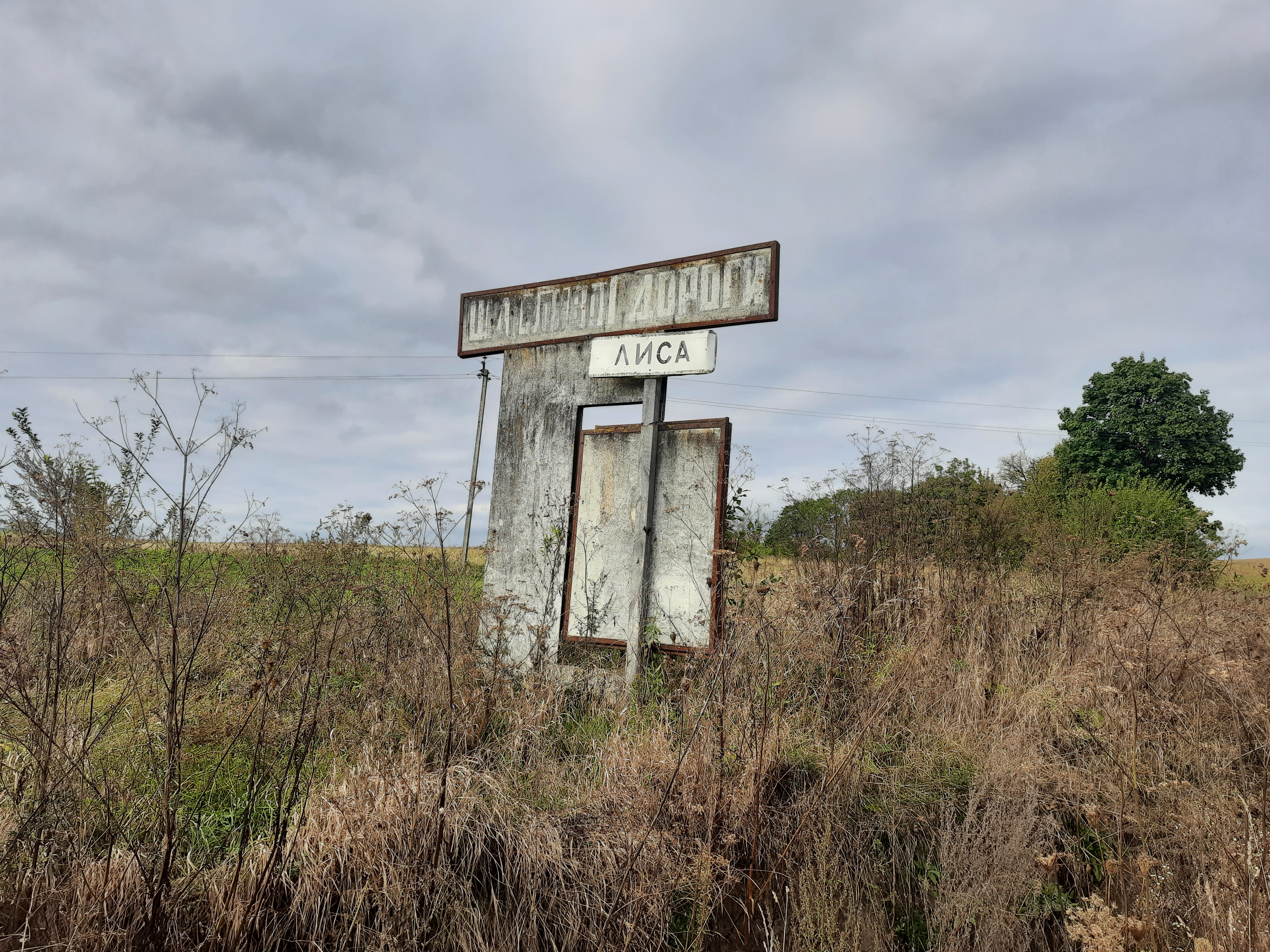
Дорожній знак при в'їзді в село
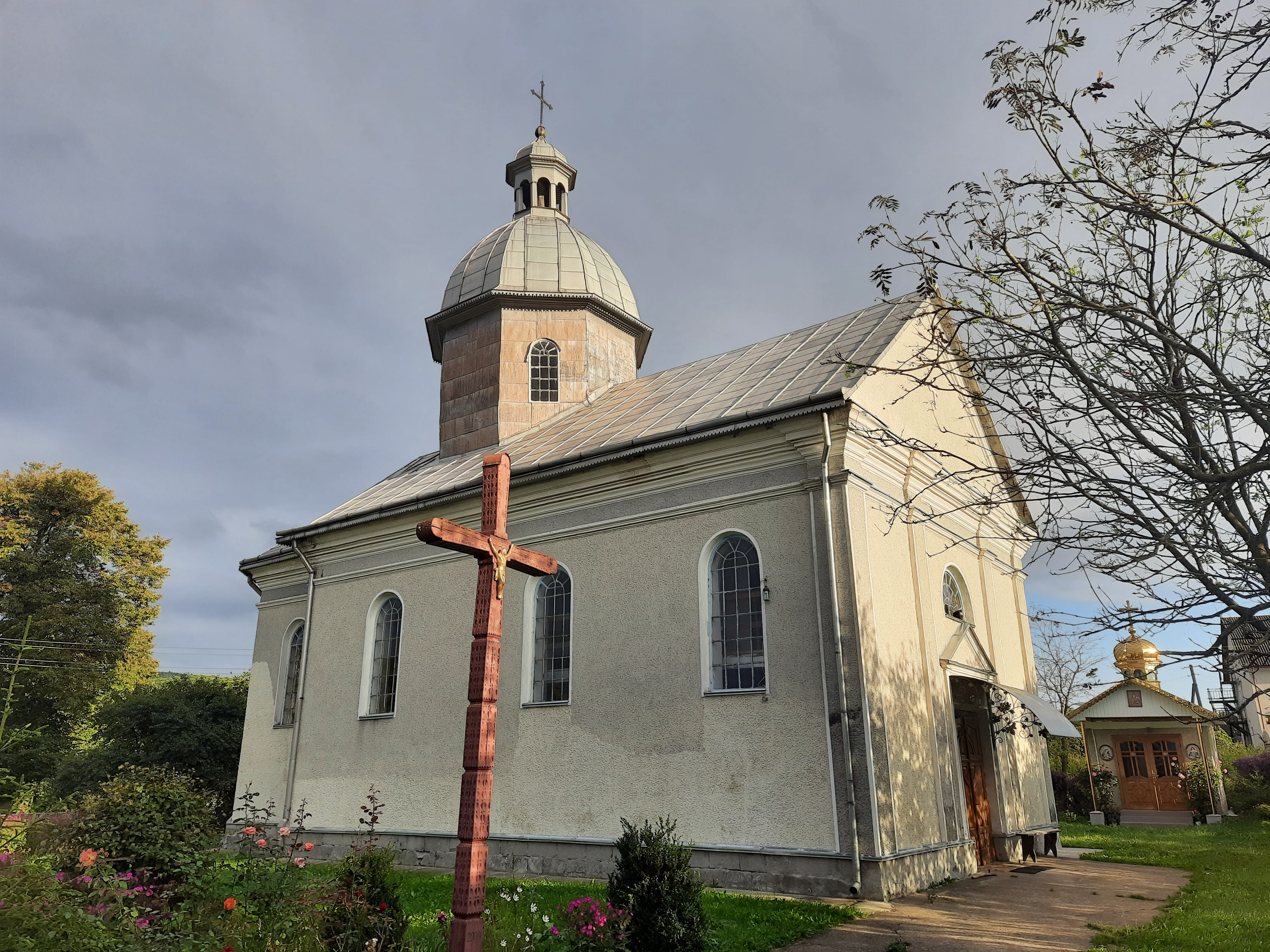
Церква Святого Архистратига Михаїла
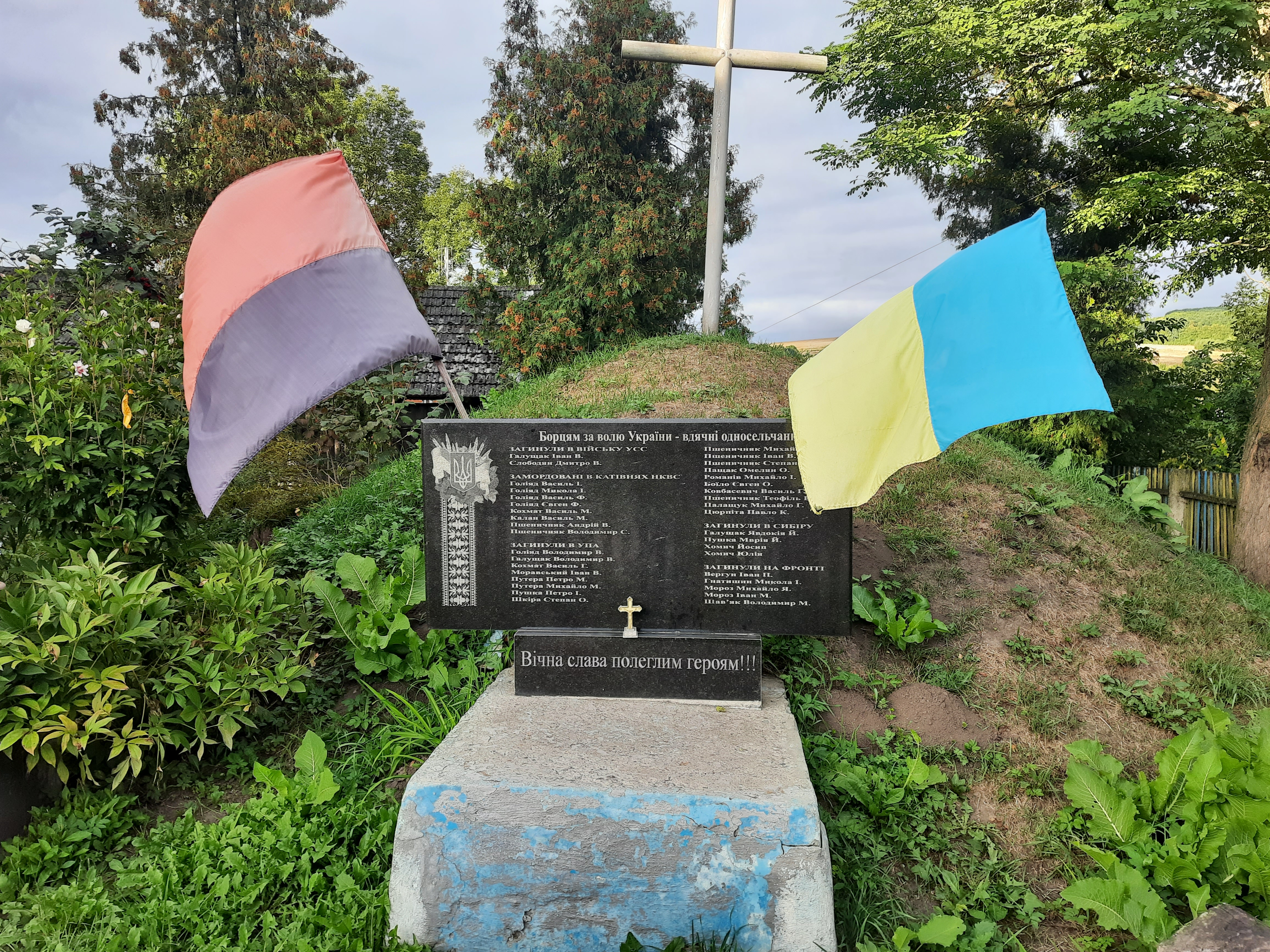
Символічна могила Борцям за волю України.
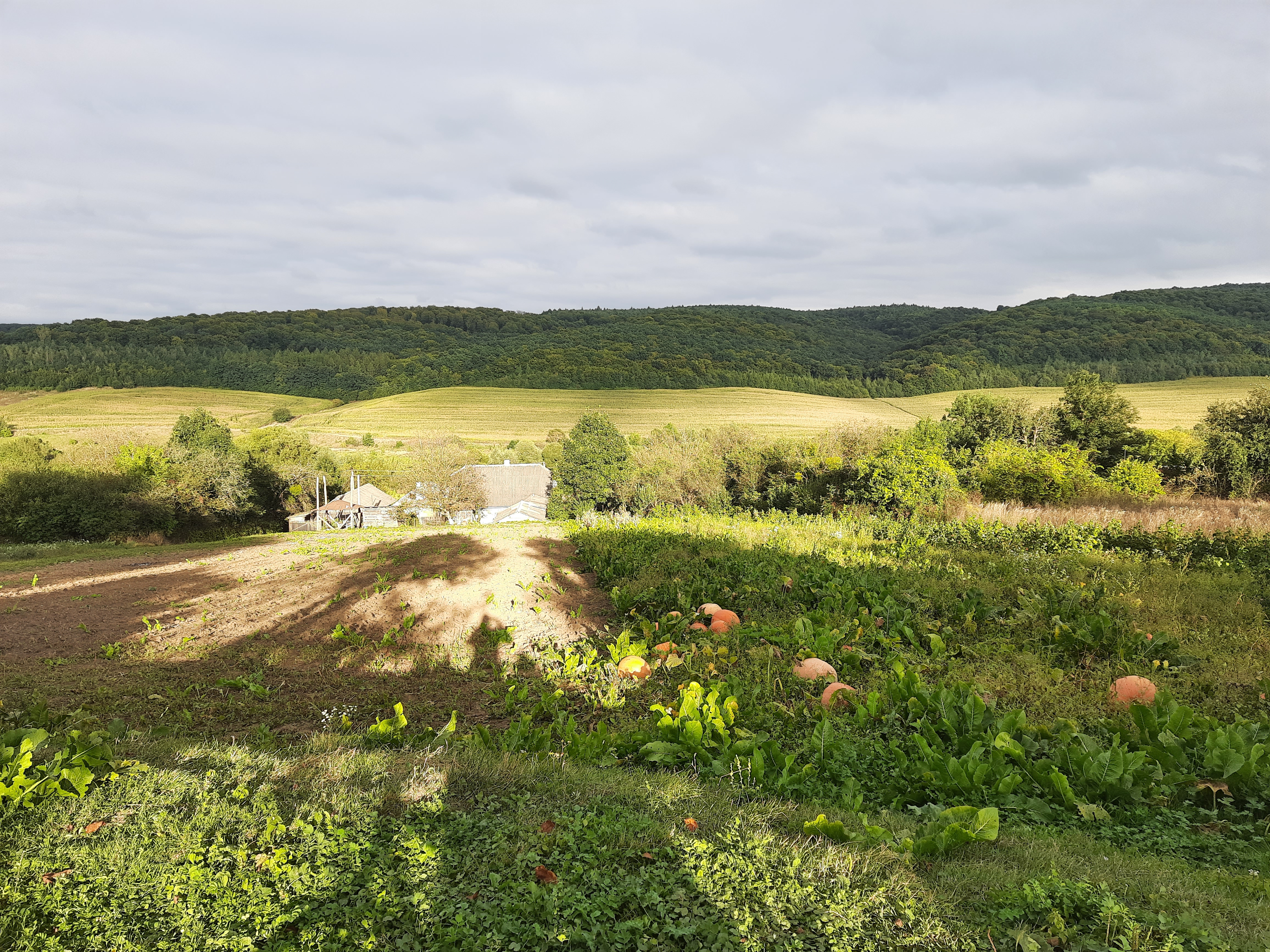
Сільський пейзаж
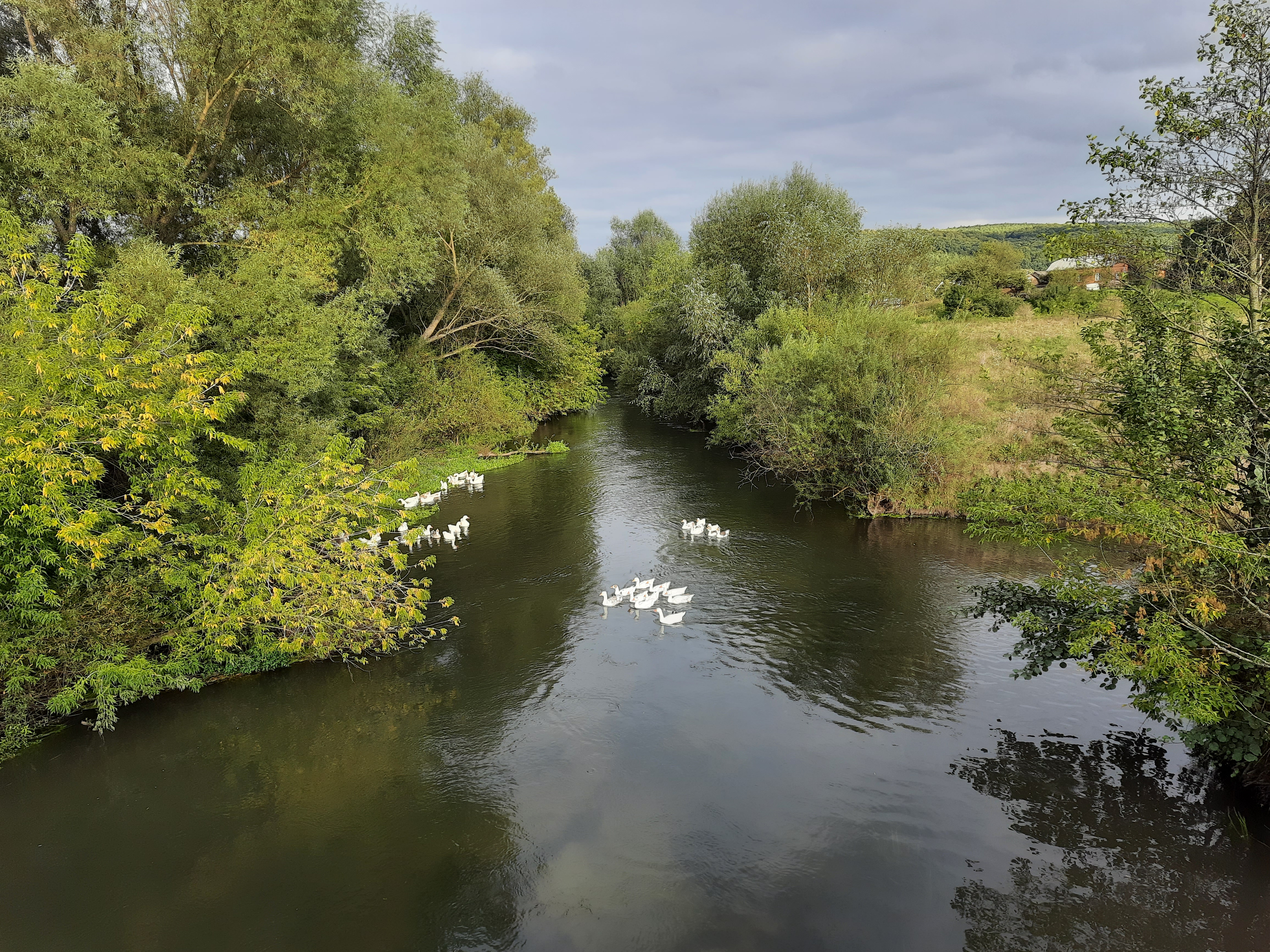
Річка Золота Липа біля села